# 이치하라 리온
이치하라 리온(일본어: 市原 吏音, 2005년 7월 7일~)는 일본의 축구 선수이다.

## 구단 경력
그는 2023년 J2리그의 오미야 아르디자에 입단했다. 2023년후 J3리그에 강등했다. 2024년 J3리그 우승으로 J2리그로 승격했다.